# El Tambo (comuna)
El Tambo fue una de las comunas que integró el antiguo departamento de Petorca, en la provincia de Aconcagua.
En 1920, de acuerdo al censo de ese año, la comuna tenía una población de 3784 habitantes. Su territorio fue organizado por ley N.º 4.582 del 28 de diciembre de 1917.

## Historia
La comuna fue creada por ley N.º 4.582 del 28 de diciembre de 1917.
La comuna fue suprimida mediante la reorganización político-administrativa del país, llevada a cabo con el Decreto Ley N.º 803, del 22 de diciembre de 1925. Su territorio pasó a la comuna de Santa María.